# يانغ يون (لاعب كرة قدم)
يانغ يون (بالصينية: 杨运) هو لاعب كرة قدم صيني، ولد في 18 يوليو 1989 في بكين في الصين. لعب مع نادي بكين سينوبو غوان.

## وصلات خارجية
- يانغ يون (لاعب كرة قدم) على موقع قاعدة بيانات كرة القدم.إي يو (الإنجليزية)
- يانغ يون (لاعب كرة قدم) على موقع Soccerway.com (الإنجليزية)
- يانغ يون (لاعب كرة قدم) على موقع عالم كرة القدم.نت (الإنجليزية)